# Верхньосорокино
Верхньосоро́кино (рос. Верхнесорокино, башк. Үрге Сорокин) — присілок у складі Мішкинського району Башкортостану, Росія. Входить до складу Ірсаєвської сільської ради.
Населення — 412 осіб (2010; 443 у 2002).
Національний склад:
- марійці — 100 %